# Justicia chachapoyasensis
Justicia chachapoyasensis är en akantusväxtart som beskrevs av D.C. Wasshausen. Justicia chachapoyasensis ingår i släktet Justicia och familjen akantusväxter. Inga underarter finns listade i Catalogue of Life.